# Episiphon sowerbyi
Episiphon sowerbyi is een Scaphopodasoort uit de familie van de Gadilinidae. De wetenschappelijke naam van de soort is voor het eerst geldig gepubliceerd in 1834 door Guilding.